# Royal Canoe Club
Royal Canoe Club (CCR), fondat în 1866, este cel mai vechi club de canoe din lume și a primit patronaj regal în secolul al XIX-lea. Clubul promovează canotajul și caiacul, concentrându-se pe disciplinele de apă plată, sprint și maraton. Membrii clubului au reprezentat Marea Britanie la Campionatele Mondiale și la Jocurile Olimpice. Clubul are sediul pe Insula Trowlock pe Râul Tamisa în Teddington lângă Londra.
John MacGregor, un avocat scoțian, a popularizat canotajul la sfârșitul secolului al XIX-lea. El a mers în excursii extinse pe râurile și canalele din Europa Centrală și de Nord și în Orientul Mijlociu într-o barcă pe care a proiectat-o numită „Rob Roy”. Printr-o serie de cărți și prelegeri a format un grup de sportivi care s-au întâlnit în 1866 pentru a forma Clubul de Canoe.